# الشراردة
الشراردة إحدى معتمديات القيروان في الجمهورية التونسية، تقع في جنوب ولاية القيروان.تبعد عن مدينة القيروان 65 كم جنوبا بعد معتمدية سيدي عمر بوحجلة و83 كم غرب مدينة صفاقس و50 كم شرق مدينة سيدي بوزيد.
يحد الشراردة من الشمال بوحجلة، أولاد حفوز غربا، الرقاب جنوبا ولماوة شرقا. أهم نشاطها جني الزيتون واللوز، هنالك 15 معصرة زيتون تقريبا.